# カーブドッチ
カーブドッチ（CAVE D'OCCI）は、新潟県新潟市西蒲区角田浜に本社を置きワイナリー等の事業を展開している企業及びそのブランド。

## 概要
西蒲区郊外、角田山麓の砂丘地に設けられた拠点、カーブドッチワイナリー（CAVE D'OCCI WINERY）でブドウ栽培とワイン醸造が行われており、敷地内にレストランや温泉、ホテルなどを備えた観光型のワイナリーが形成されている。
名前の由来は、フランス語でCAVE(ワイン貯蔵室) de OCCI(創設者落希一郎氏)で、「落さんのワイン蔵」という意味から。
製造されるワインは年間10万本弱で、その8～9割がワイナリーでの販売や定期購買、系列店舗での消費となるなど直販比率が高いことが特筆される。
周辺は「新潟ワインコースト」と呼ばれるワイナリー集積地区となっており、カーブドッチの経営塾（後述）で学んだ経営者が立ち上げたワイナリーが5軒点在する。
西蒲区の施設のほか、新潟市立中央図書館（ほんぽーと）内のカフェなど新潟市内などにいくつかの店舗を持つ。2020年6月にオープンした東京・元赤坂の迎賓館赤坂離宮のレストランカフェの運営も行っている。

## 沿革
1992年4月、創業者の落希一郎と掛川千恵子の共同経営によって欧州ぶどう栽培研究所が設立され、会社設立と同時に巻町角田浜の1 haの砂丘地でブドウ栽培を開始
。1993年にはブドウ畑の隣にワイン蔵が建てられ、ワイン醸造が開始された。1995年にレストラン棟（のちのカーブドッチホール）、1996年に生活雑貨・ガーデンショップ棟および農機具棟、1999年に新レストラン棟および第二醸造所 を開設するなど拡大が続けられ、1990年代後半には黒字経営が定着した。
原料のブドウは当初は現地での自家栽培のほか、不足分を北海道から買い付ける形となったが、その後は新潟での自家栽培100%となった。
2003年9月にはワイン学校（経営塾）が開講され、その卒業生が2006年以降、「フェルミエ」「ドメーヌ・ショオ」「カンティーナ・ジーオセット」「ルサンクワイナリー」などが近隣にワイナリーを開いていった。
2005年3月には新潟市1号店となる「カーブドッチとやの」をオープン。その翌4月からは新潟市歴史博物館（みなとぴあ）内にレストラン「ぽるとカーブドッチ」もオープンした（ぽるとカーブドッチは2021年3月に閉店）。
2009年4月には敷地内に木造一部2階建ての温泉宿泊施設「ヴィネスパ」がオープン。2019年には2棟目のホテル「トラヴィーニュ」が完成した。
これらの取り組みは6次産業化の好事例として評価され、総務省の令和2年度ふるさとづくり大賞を受賞した。

## 交通
カーブドッチワイナリーへの交通アクセス
- 新潟駅南口から無料シャトルバス（要予約）あり[15]。
- JR越後線 巻駅または弥彦線 弥彦駅より「にしかん観光周遊ぐる～んバス」（4月末〜10月末の土日祝日のみ運行[16]）を利用し「カーブドッチワイナリー」下車すぐ。
- 巻駅より新潟交通観光バス 角田方面行で「角田」（国道402号脇）下車後東へ徒歩約10分。

## テレビ番組
- 日経スペシャル カンブリア宮殿 大量生産、効率至上主義の日本式に未来はない！ ワイン業界の異端児が語る、 「大きくなることに価値はない。これが日本を幸せにする経営だ！」（2011年12月1日、テレビ東京）[17]

## 書籍

### 関連書籍
- 『ワイナリー カーブドッチの刻』（著者:新潟日報事業社）（2005年5月9日、新潟日報事業社）ISBN 9784861321139 - カーブドッチを作った落希一郎氏の話
- 『僕がワイナリーをつくった理由』（著者:落希一郎）（2009年6月19日、ダイヤモンド社）ISBN 978-4478004234